# Bile (Odesa)
Bile  (ucraniano: Біле) es una localidad del Raión de Izmail en el Óblast de Odesa de Ucrania. Se encuentra en la Isla de las Serpientes.